# Ludesse
Ludesse é uma comuna francesa na região administrativa de Auvérnia-Ródano-Alpes, no departamento Puy-de-Dôme. Estende-se por uma área de 8,36 km². Em 2010 a comuna tinha 503 habitantes (densidade: 60,2 hab./km²).